# Glypta flagellaris
Glypta flagellaris là một loài tò vò trong họ Ichneumonidae.